# Drypetes euryodes
Drypetes euryodes là một loài thực vật có hoa trong họ Putranjivaceae. Loài này được (Hiern) Hutch. mô tả khoa học đầu tiên năm 1912.